# Ewa (Josylvio & Ashafar)
Ewa is een lied van de Nederlandse rappers Josylvio en Ashafar. Het werd in 2020 als single uitgebracht en stond in hetzelfde jaar als vierde track op het album Hella Cash Gang Vol. 2 van platenlabel Hella Cash.

## Achtergrond
Ewa is geschreven door Joost Theo Sylvio Yussef Abdelgalil Dowib, Zakaria Abouazzaoui en Monsif Bakkali en geproduceerd door Monsif. In het lied rappen de liedvertellers over hun leven als rapper. Het is niet de eerste en laatste keer dat de artiesten met elkaar samenwerken. Eerder brachten de twee onder andere de nummers Streets en Lamborghini uit en na Ewa hadden de rappers samen ook nog succes met onder andere Mama bid en Nike Tech. Het album Hella Cash Gang Vol. 2 is daarnaast een samenwerkingsproject van de twee, samen met rapper Moeman.

## Hitnoteringen
De artiesten hadden bescheiden succes met het lied in Nederland. Het piekte op de negentiende plaats van de Single Top 100 en stond vijf weken in deze hitlijst. De Top 40 werd niet bereikt; het lied bleef steken op de zesde plaats van de Tipparade.